# Boris Kagarlitskij

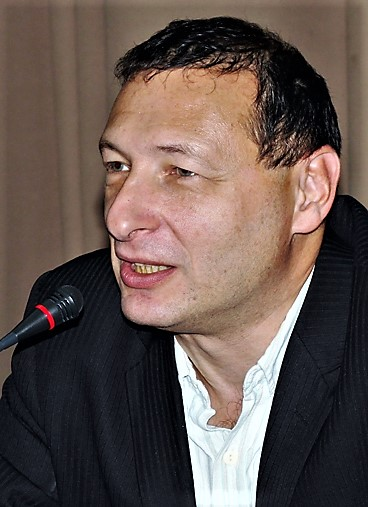
Boris Kagarlitskij.

Boris Kagarlitskij, född 1958 i Moskva, är en rysk marxistisk statsvetare och författare, associerad med Fjärde Internationalen. Under sovjettiden var Kagarlitskij "dissident" och satt i fängelse på 1980-talet. År 1990 valdes han till Moskvas sovjet.
Boris Kagarlitskij är numera professor vid Moskvas högskola för sociologi och ekonomi, grundad av Teodor Shanin.

## Regimkritiker och krigsmotståndare
Kagarlitskij kritiserar öppet Rysslands invasion av Ukraina och blev 26 juli 2023 häktad anklagad för att "rättfärdiga terrorism" och riskerar upp till 7 års fängelse.

## Böcker i svensk översättning
- Sovjetunionen : monolit i upplösning, Daidalos, 1991, i översättning av Carl-Erik Skarp, ISBN 9186320742
- Radikalismens återkomst : att omforma vänsterns organisationer, Nixon, 2002, i översättning av Stefan Lindgren, ISBN 919720191X